# Fille de l'espace
Albums de Le volume était au maximum
LVEAM
(2004) La mise à terre
(2004)
Fille de L'espace est le troisième album complet du groupe Le volume était au maximum. L'album est paru en 2004 sur le label du groupe: Paf! Disques.

## Liste des morceaux
1. Âme Sœur
2. Fille de L'espace
3. J'aime Toutes Les Filles
4. Geneviève Néron
5. Nous Sommes Les Filles
6. Jamais Je Ne Te Reverrai
7. #21
8. Jeunes Filles
9. Retourner À
10. It's A Long Way Back
11. Ne Pas Être Comme Les Autres
12. Fille de L'espace (Album Complet)

## Personnel
Toutes les chansons ont été jouées, enregistrées et produites par Johnny Love. Il a composé seul toutes les pièces de l'album.

## Fille de l'espace 2006
En septembre 2006, Fille de L'espace subit un véritable nettoyage de maitre pour son troisième pressing. On le considère encore comme étant un album indépendant de la version de 2004.